# Салливан, Эрика
Эрика Салливан (англ. Erica Sullivan; род. 9 августа 2000) — американская пловчиха, серебряный призёр Олимпийских игр 2020 в Токио. Специализируется на стайерских дистанциях вольным стилем, а также в открытой воде.

## Биография
Эрика Салливан представляет команду "Кулики из Невады". Отец Джон, бывший пловец Висконсинского университета, умер в 2017 году от тяжёлого онкологического заболевания, мать уроженка Японии.
В 2018 году на чемпионате стран Тихого океана на дистанции 800 метров заняла пятое место (8:26.27), была девятой на 1500 метров (16:16.07) и 14-й на дистанции 400 метров вольным стилем (4:14.68).
На чемпионате мира 2019 года в Южной Корее она заняла пятое место в 25-километровом заплыве на открытой воде.
На Олимпийских играх в Токио, которые были перенесены на лето 2021 года, она выиграла серебряную медаль на дистанции 1500 метров вольным стилем (15:41.41), уступив только именитой соотечественницы Кэти Ледеки 4,07 секунды.